# スポーク

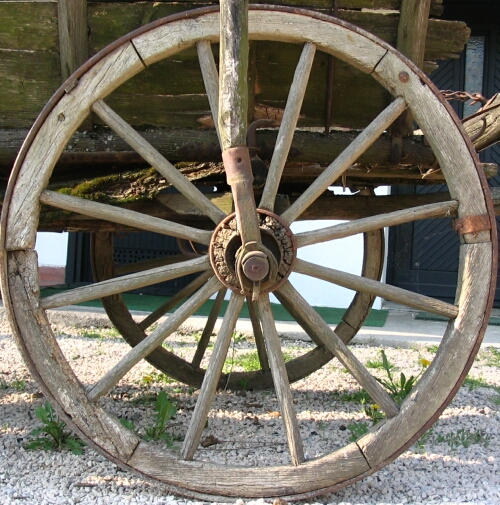
木製のソリッドスポークホイール（中心から放射状に伸びる棒状部品がスポーク）

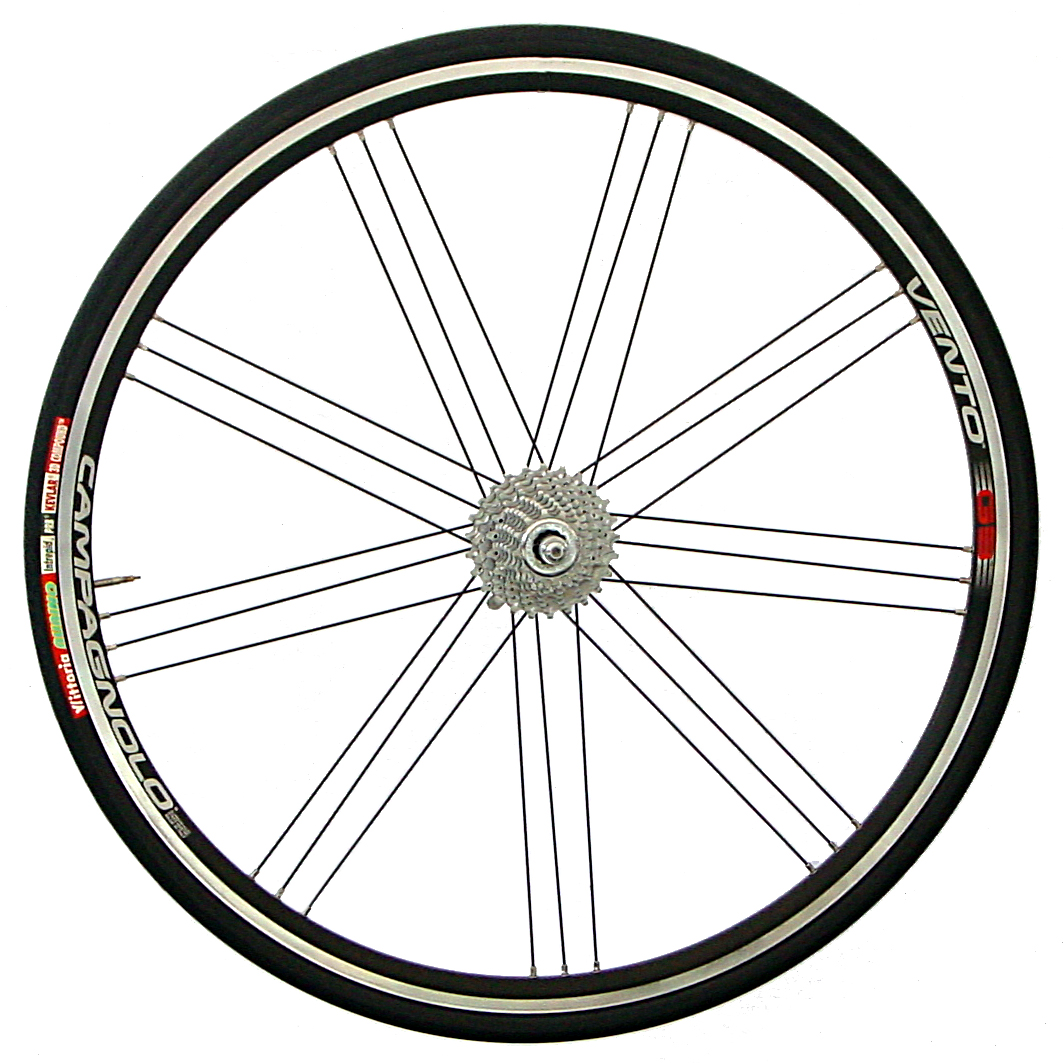
自転車用のワイヤースポークホイール（中心から放射状に伸びる線状部品がスポーク）

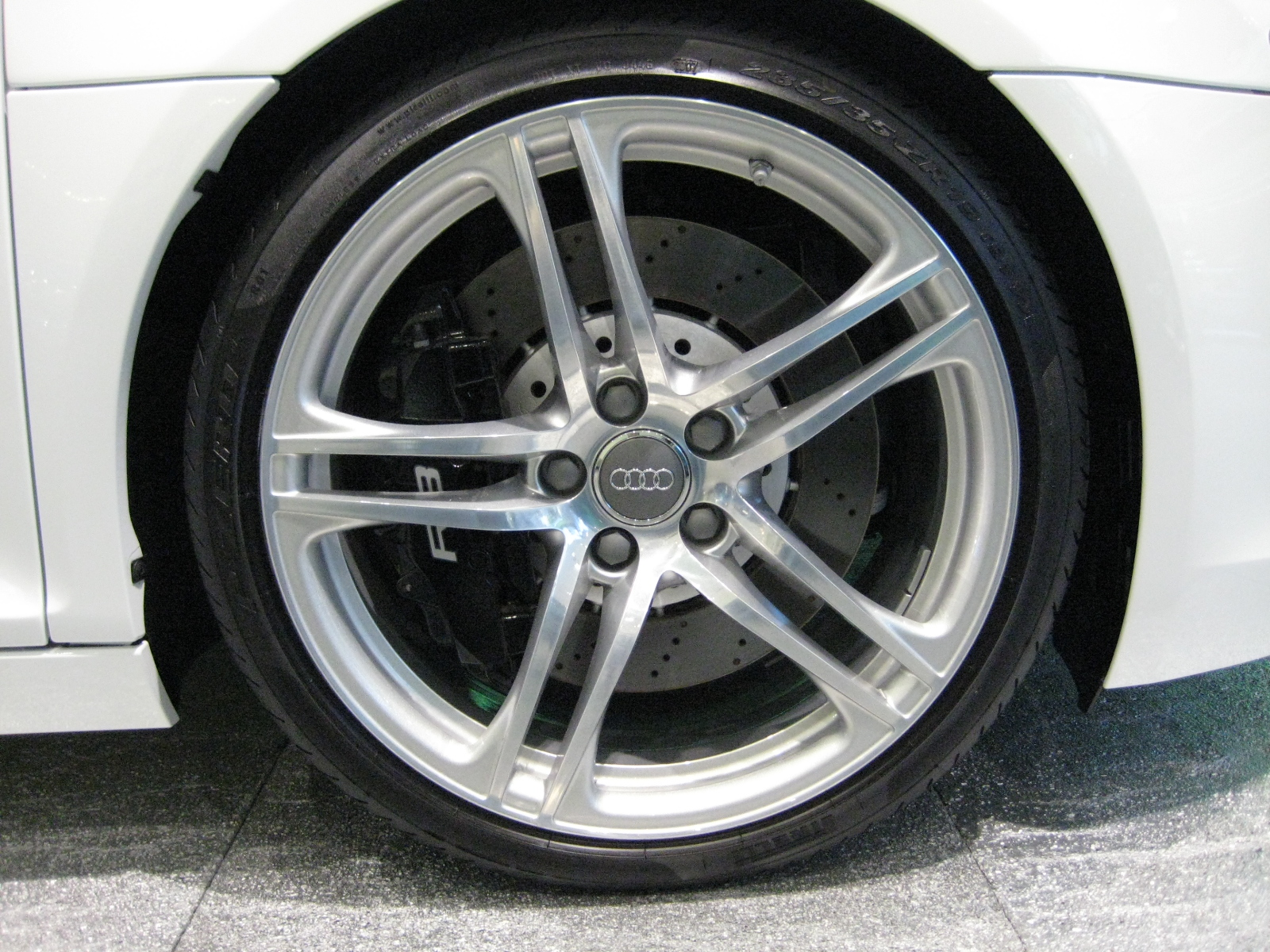
アルミニウム合金によって一体整形された、自動車用ソリッドスポークホイール

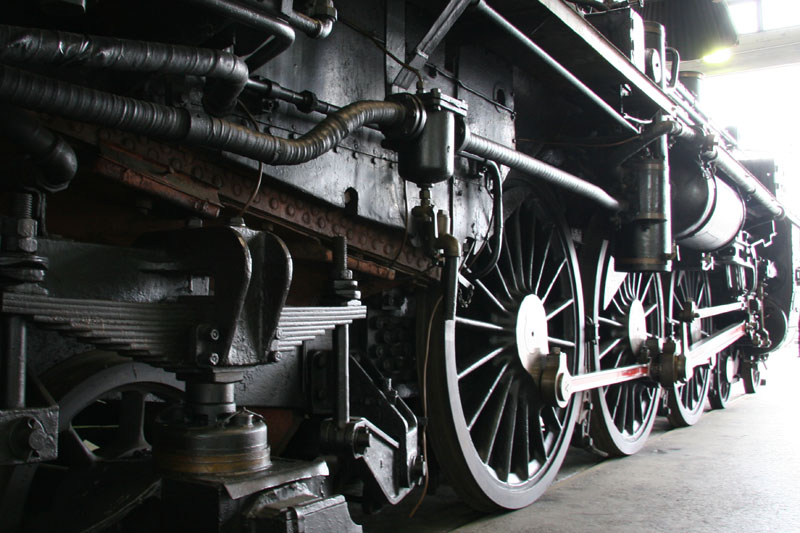
鉄道車両の例。水掻き状のリブのついたスポーク動輪が特徴。（国鉄C55形蒸気機関車）

スポーク（spoke）とは、輻（や）とも呼ばれる、車輪を構成する部材のひとつである。

## 概要
外周部分を支えているリムと、車輪の中心にあるハブをつなぐ。基本的にはハブから放射状に伸びている。ただし鋳造・射出成形などの一体成形後に生ずる過大な熱収縮応力を逃がす為、わざと斜めや渦巻き状にする事は珍しくない。
スポークを持つ車輪をスポークホイールと呼ぶ。スポークに相当する部分が円板状になっている車輪も存在し、こちらはディスクホイールなどと呼ばれる。ディスクホイールの中には、通風や重量軽減あるいは意匠のためにディスク面に穴を開けたものがあり、穴の形状によっては残った部分がスポーク様を示す場合があり、両者の境界はかならずしも明確ではない。
車輪に類する歯車や滑車などにも、スポークを持つものがある。
スポークという名は、木工で使われるある種の棒状の木材から来たもので、初期のスポークホイールが木製であったことからこの名がついた。同様に梯子の段や、椅子の部材の一部もスポークと呼ばれる場合がある。また船の操縦に使われる陀輪の外周に並ぶ棒状の取っ手も、輪の内側のスポークの延長としてスポークと呼ばれる。

## 車輪にスポークを与える意義
- 木材のように素材の機械的性質に方向性がある場合、力の加わる方向と材の強さの高い方向を合わせることで、車輪の強度、耐久性を高めることができる。
- 無駄な部材を削減でき、重量の軽減が可能になる。
- スポークの隙間に通風を得ることができるため、自動車ではブレーキ装置などの冷却性の向上が期待でき、自転車やオートバイでは横風による走行安定性への悪影響が低減する。特に、重量が小さく、車両の大きさに対して車輪径が大きい自転車においては影響が大きい。
- スポークの隙間に視界を得ることができるため、保守点検などが容易になる。
- スポークの配置や形状に意匠を凝らすことで付加価値を高めることができる。乗用車用のホイールにおいて顕著。

## 種類
車輪に加わる加重を圧縮力として受ける形式であるソリッドスポーク(solid spoke)と、張力として受ける形式であるワイヤースポーク(wire spoke)がある。それぞれに材質や形状の異なる物がある。
両者の中間的な形式もあるが、現在盛んに使われてはいないため割愛する。

### ソリッド・スポーク
古代より存在した木製のスポークホイールでは、車軸の下側に位置するスポークが、車体の重量を主に圧縮力として支える。後に鉄道車両・自動車・オートバイなどのために開発された、他の部分と強固に一体整形されたものおよび、各部材がなんらかの手段で強固に接合されて構成されたものでは、曲げ力や張力も複合的に作用するが、一般的にはこちらに分類される。用途によっては金属のほかにプラスチック製のものや繊維強化プラスチック製のものもある。

### ワイヤー・スポーク
車軸の上側に位置するスポークが、車体の重量を主に張力として支える。このため「テンション・スポーク」と表現することもできる。鋼鉄を細く引き伸ばして作られたワイヤー（ワイヤ）が、比較的小さな質量で大きな抗張力を発揮することに着目し、自転車の車輪の重量を軽減する手段として開発されたもので、1870年代ごろから盛んに使われるようになった。若干の弾力性を有するため振動・衝撃の軽減にも効果がある。自動車やオートバイにも広く使われた時代があるが、車両の高速化や大型化への対応に不利であるため、現在4輪車では例外的なものとなり、オートバイでは小形のものや、衝撃吸収性を求められるオフロード車、クラシカルな意匠を求められる製品などに限られるようになっている。しかし自転車においては現在でも圧倒的に多数を占めている。

#### ワイヤー・スポークの配置
ワイヤースポークは単独では曲げや圧縮に対してはほとんど抵抗力が無いため、車輪に加わる縦・横・斜めのあらゆる力を張力に変換して受けられるよう、その配置には工夫が凝らされている。
おちょこ
一般的なワイヤースポークホイールでは、リム内周に並ぶスポークを交互に左右に振り分け、ハブの両側にある程度間隔をあけて並ぶフランジに接続する。これによって隣接する左右のスポークは、リムを頂点とし、ハブの左右フランジを結ぶ線を底辺とする三角形を構成し、一種のトラスとなる。これが全周にわたって配置されることで、ワイヤースポークホイールは横方向、斜め方向の荷重に対して抵抗力を得る。
上記の三角形が車軸を中心に描く回転体（回転面）は、二枚の盃を向かい合わせに張り合わせたような形となる。これを盃の一種である猪口に例えて「おちょこ」と表現し、車輪の中心面から各フランジまでの、もしくは左右スポークのリム側中間線と左右フランジの中間線とのオフセットの大きさを「おちょこ量」と呼ぶ。
ラジアル組みとタンジェント組み
ハブへ正に放射状にスポークが接続する形式をラジアル組みと呼ぶ。最初に実用化されたワイヤースポークホイールはこの形式であった。スポークの長さが最短となるため重量は軽くなるが、トルクを受けた際のスポークへの負担が重くなるため、駆動輪や、ハブ側にブレーキ装置を持つ車輪には使われなくなった。リム側にブレーキ装置を持つか、ブレーキ装置を持たない競技用自転車の前輪のほか、乳母車などの軽荷重用車輪などに残っている。
ハブへ接線状にスポークが接続する形式をタンジェント組みと呼ぶ。トルクの伝達を無理なくおこなえるほか、荷重の分散に優れており、耐久性、衝撃吸収性が高い。一般的に広く用いられており、多くのバリエーションが存在する。
両者を組み合わせた特殊な形式の製品も存在する（例:カンパニョーロのG3スポーク）。

#### スポーク・ニップル
ワイヤースポークの一端にはねじ山が設けられており、ここにスポーク・ニップルと呼ばれる特殊な形状のナットをねじ込む。その締め加減でスポークの有効長を変化させることができ、それによってスポークにあらかじめ適当な張力を与えることで、車輪の撓みを防ぐとともに、各スポークの長さを微調整することで、ホイールの真円度を出す。この作業を「振れ取り」と呼ぶ。ニップルの締め・緩めための工具をニップルレンチまたはニップルまわしと呼び、英語では spoke key または spoke wrench と呼ぶ。
近年、米国資本の自転車用工具メーカが日本国内においてスポークレンチという名称を用いているが、日本では古くからニップルレンチと呼ばれてきた。特にオートバイ業界ではニップルレンチが多数派である。

#### 規格
一般的な用途に用いられる汎用品の自転車用スポークおよびスポークニップルには、日本工業規格（JIS）内の、JIS D9420「自転車用スポーク」において、材質、寸法、品質の規格が定められており、互換性、強度、耐久性の基準となっている。
自転車用スポークおよびニップルのねじについては、JIS B 0225「自転車ねじ」において規定されている。

#### 金属製スポーク
材質は硬鋼線材が基本的なもので、錆びをふせぐために亜鉛めっきが施されたものが多く、一部にクロムめっきとしたものも有る。近年ステンレス鋼を用いたものが、主としてスポーツ用自転車に多く用いられている。ステンレス鋼は硬鋼に比較して若干脆いため強度ではわずかに劣るが、長期に渡って容易に美観を保つことができる。
規格外品としてチタン合金や高力アルミニウム合金製の軽量な製品も見られる。

#### 繊維製スポーク
自転車競技用の先進的な製品では、高強度の繊維製品を用いたものが一部に見られる。これによってさらなる重量の軽減が可能になり、振動吸収性も高まる。しかし価格は高い。スポークに用いられる繊維には、アラミド繊維・ザイロン・炭素繊維などがある。多くの場合これらの繊維は樹脂によって棒状に纏められている。繊維製スポークは金属製のものより断面積が大きい場合が多く、空気抵抗を受けやすいためにエアロ形状（後述）とされる事が多い。この種のスポークには共通の規格は無く、各ホイールメーカーが独自に設計をおこなっている。
変り種として、出先で通常のスポークが破断した際の応急処置用に、小さく丸めて携帯できる繊維製予備スポークも存在する。
ワイヤー（ワイヤ）とは細い金属線を指す語であるため、非金属の繊維によるスポークを持つ車輪は厳密にはワイヤースポークホイールとは言えない理屈であるが、現在のところ一般的には厳格な区別はされていない。

#### その他小分類
プレーン・スポーク(plain spoke)
断面が円形で全長に渡って太さが均一なものをプレーン・スポークと言う。JISでは自転車用としてNo.15（15番　径1.8mm）からNo.12（12番　径2.6mm）まで4種類の太さが規定されており、No.13（13番　径2.3mm）のみ、ねじ部の太さが2種類設定されている。
バテッド・スポーク(butted spoke)
太さが途中で変化するものをバテッド・スポークまたは段付きスポークという。
両端部を通常の太さとし、中間部を細く絞ったものをダブル・バテッド・スポークという。これは、ワイヤースポークの使用過程において破断が生じる場合、被害個所は両端部に集中し、中間部はある程度太さを絞っても強度に余裕があるため、主に軽量化を目的として作られた。コスト高のため、主に競技用途に用いられる。JISではNo.15/16（両端部径1.8mm　中間部径1.6mm）と、No.14/15（両端部径2.0mm　中間部径1.8mm）が規定されている。
規格外の製品として、頭部・中間・ねじ部の太さがそれぞれ異なるものがあり、これはトリプル・バテッド・スポークと呼ばれる。
最も破断を起こし易い頭部付近のみを太くし、他の部分は均一な太さとしたものを
シングル・バテッド・スポークという。耐衝撃性、耐荷重性を確保しながら、重量増加を抑えたい用途に用いられる。
エアロ・スポーク(aero spoke)
両端部の断面は円形だが、中間部を平たく帯状にしたものがあり、エアロ・スポークあるいは扁平スポークなどと呼ばれる。その名のとおり空気抵抗の低減を目的としたもので、車輪の回転時にスポークが風を切る際に生じる抵抗を減らすことができるとされる。わずかでも抵抗を減らしたい競技用自転車に用いられることがある。これはJISには規定が無い。
ストレート・スポーク(straight spoke)
通常のワイヤー・スポークに見られる首部の曲げが無くまっすぐなスポーク。特殊な設計のハブと組み合わされる。
ただし英語ではプレーン・スポークを指して straight gauge spoke と呼ぶことがあるため、この種のスポークは straight pull spoke と呼んで混同を防ぐ場合がある。

## 註
1. ↑  太さが要求される強度に応じて数種類規定されており、長さはリムとハブの寸法によって様々となるため、規定されているのは長さ計測の基準のみ
2. ↑  日本工業規格　JIS D9420「自転車用スポーク」では、ステンレス鋼製スポークは同サイズの硬鋼製スポークに対して1割程度低い破断強度を許容している。